# Бородай, Харитон Архипович
Харито́н Архи́пович Борода́й (укр. Харито́н Архи́пович Борода́й; 11 октября 1913, Байрак, Полтавская губерния, Российская империя — 9 апреля 1944, Турну-Северин, Валахия, Королевство Румыния) — советский украинский поэт, журналист. Литературный псевдоним — Ярема Байрак.

## Биография
Харитон Бородай родился 11 октября 1913 года в многодетной (десять детей) семье казацких потомков в селе Байраке близ Диканьки в Полтавской губернии, Российская империя. Позже название родного села включил в состав своего литературного псевдонима — Ярема Байрак.
Окончил Полтавский педагогический институт. Летом 1940 года прибыл на работу в село Берегомет (ныне посёлок городского типа Вижницкого района, Черновицкая область) и стал работать учителем истории местной семилетней школы. Здесь познакомился с учительницей младших классов Мирославой Копачук. Вскоре они поженились. 11 октября 1941 года семья Бородаев, как раз в день 28-летия Харитона, пополнилась двумя сыновьями-близнецами, которых под влиянием повести Николая Гоголя «Тарас Бульба» назвали Андреем и Остапом. Через несколько месяцев сын Андрей умер.
В конце 1941 года румынская власть, которая возобновилась на Буковине в результате Второй мировой войны, распорядилась, чтобы все граждане, которые были выходцами из восточных регионов Украины, немедленно покинули территорию Буковины. Харитон Бородай пробовал получить разрешение остаться, но все его аргументы оказались напрасными. Весной 1942 года Бородая выслали за границу — и он поселился в городе Каменец-Подольский. Здесь работал в украиноязычной газете «Подолянин», которая издавалась в городе в годы немецкой оккупации (с сентября 1941 до марта 1944 года) и была органом окружного комиссариата. В «Подолянине» Бородай вмещал публикации на литературные, театральные и прочие темы, стихи, рассказы.
Несмотря на многочисленные обращения в компетентные органы, поэту так и не разрешили вернуться на Буковину. В то же время его жена смогла получить разрешение приехать вместе с ребёнком к мужу весной 1943 года. В конце 1943 года жена и сын вернулись домой, а поэт остался в Каменце-Подольском. Только в марте 1944 года, перед освобождением города от немцев, он вернулся в Берегомет.
Спасаясь от советского наступления, Харитон Бородай и его семья (жена Мирослава, сын Остап, тёща Ольга Копачук, сестра жены Мария Копачук), используя товарные поезда, направились в Олтению, где их уже ожидал профессор Владимир Копачук (брат покойного Ивана Копачука — тестя Харитона).

### Смерть
9 апреля 1944 года на станции Шимиян (Шиміян) близ города Турну-Северин произошло тройное убийство. Мирослава Бородай с сыном Остапом вышла из вагона, чтобы выпить горячего чая. Через несколько минут они услышали выстрелы. Оказалось, что студент Черновицкого политехнического института, уроженец города Сторожинец, Тарас Кисилица (Тарас Кисилиця) тремя револьверными выстрелами убил Ольгу Копачук, её дочь Марию Копачук и её зятя — поэта Харитона Бородая.
Как выяснилось в ходе следствия, Мария Копачук и Тарас Кисилица мечтали о женитьбе, но мать Марии Ольга Копачук была против их брака. Тарас Кисилица ехал в том же поезде, что и Копачуки с Бородаями. При остановке поезда на станции Шимиян Тарас попросил возлюбленную выйти на перрон. Мария вышла, прячась от матери. Когда молодые люди разговаривали, на перроне появились Ольга Копачук с зятем Харитоном Бородаем. Ввиду помрачения рассудка Тарас Кисилица трижды выстрелил. Смерть всех трёх его жертв была моментальной. Убийцу задержали. Кисилица сообщил следствию следующее:

Не могу объяснить, что побудило меня вынуть револьвер и стрелять. Жалею, что застрелил свояка любимой, который стал на её защиту, потому что я очень его уважал.
Оригинальный текст (укр.)Не можу пояснити, що спонукало мене вийняти револьвер і стріляти. Шкодую, що застрелив швагра коханої, який став на її захист, бо я дуже його поважав.

Через два месяца заключения Тарас Кисилица покончил жизнь самоубийством, повесившись с помощью кусков ткани, вырванных из простыни.
Мирослава Шандро умерла 25 декабря 1983 года. Сыну Остапу она передала сохранившиеся печатные и рукописные произведения Харитона Бородая. Теперь произведения отца хранил Остап Бородай-Шандро.

## Творческое наследие
В начале 1990-х годов стали появляться публикации произведений Харитона Бородая в периодических изданиях Румынии и Украины (в частности, в 1993 году в черновицкой литературно-художественной газете «Яровит»). А в 2007 году при финансовой поддержке Союза украинцев Румынии Остап Бородай-Шандро издал в Бухаресте сборник Яремы Байрака (Харитона Бородая) «Встревоженные зори» («Стривожені зорі»). Так поэт через 63 года после смерти полноценно вернулся в украинскую литературу.
В сборник Яремы Байрака «Встревоженные зори» вошло 58 стихотворений, два поэтических цикла — «1933 год» («1933 рік») и «Памятники Полтавы» («Пам'ятники Полтави»), шесть небольших прозаических произведений: «Кобзарь» («Кобзар»), «Победитель бури» («Переможець бурі»), «Ой, дубрава, тёмный рощи!» («Ой, діброво, темний гаю!»), «Крик среди ночи» («Зойк серед ночі»), «Осенние этюды» («Осінні етюди»), «А рожь дозревает…» («А жито половіє…»), а также юмористическая энциклопедия. Название сборника взято из рукописи поэта:
Подростком я нашёл в шкафу между образцами вышивок рукописи отца: тетрадь, на страницах которой были наклеены стихи, напечатанные в газете «Подолянин», под заглавием «Тревожные зори», вырезки из различных газет и несколько фотографий. Всю свою жизнь мама скрывала их, время от времени меняя тайник. Она боялась, чтобы их не нашла всесильная коммунистическая Секуритатя и чтобы её не выгнали из школы за то, что она изменила автобиографию.Остап Бородай-Шандро
Часть произведений поэта ещё осталась в рукописях и хранится у сына. Как отмечает писатель Михаил Михайлюк в предисловии к сборнику, значительная часть творчества Яремы Байрака (прежде всего «Юмористическая энциклопедия») имели антисталинистский характер, его стихи проникнуты любовью к Украине, его новеллы рассказывают о Голодоморе. Поэтому ни в УССР, ни в социалистической Румынии эти произведения не могли увидеть свет.
Литературовед Алексей Романец выделяет в поэзии Яремы Байрака три условные цикла: пейзажную лирику, задушевные стихи-посвящения жене и сыну, стихи патриотического звучания (как, например, акростих «Слава Украине» («Слава Україні»)).
Как отмечает Михаил Михайлюк, новеллы Яремы Байрака, среди которых выделяются «Кобзарь» и «Крик среди ночи», как будто «написанные кровью сердца, фиксируя в ярких картинах геноцид против украинского народа, ужасные репрессии». Ярема Байрак оказался и хорошим сатириком. Его «Юмористическая энциклопедия» — это развенчание пороков и антигуманных сторон коммунистического режима.
Оценивая выданный в 2007 году сборник «Тревожные зори», Михаил Михайлюк пишет:

За последние годы украинскому народу, украинской духовности возвращено много честных имен. Среди них — имя Яремы Байрака, украинского патриота и писателя. Отныне символически его больная душа, его земной прах имеют спокойный отдых под ласковыми звёздами, потому что, наконец, по отношению к нему была совершена справедливость. А книга «Встревоженные зори» станет документом и свидетелем подвига, пусть и скромного, одного из честных сынов украинского народа.